# Рагби 15 репрезентација Тонге
Рагби јунион репрезентација Тонге је рагби јунион тим који представља Тонгу у овом екипном спорту. Рагби јунион је у Тонги национални спорт, прву утакмицу рагбисти Тонге одиграли су против суседног Фиџија 1924 и победили 9:6. Тонга је редовни учесник светског првенства у рагбију, али никада није прошла групну фазу. Највише утакмица за Тонгу одиграо је Елиси Вунипола - 41, највише есеја постигао је Џош Таумалоло - 14, а рекордер по броју поена за репрезентацију Тонге је Пјер Хола са 317 поена. Дрес Тонге је црвене боје, а шорц беле боје.

## Тренутни састав
Алеки Лутуи
Нили Лату - капитен
Паул Нгауамо
Елвис Таионе
Халани Аулика
Тевита Маилау
Сила Пуафиси
Сона Таумалоло
Тукулуа Локотуи
Стив Мафи
Џек Рем
Опети Фонуа
Самисони Фисилау
Сонатане Такулуа
Сионе Пиукала
Сиале Пиутау
Вили Хелу
Телуса Веаину
Вунга Лило
Давид Халаифонуа